# 伊圖拉爾德 (查梅區)
伊圖拉爾德（西班牙語：Iturralde），是巴拿馬的城鎮，位於該國中東部，由西巴拿馬省的查梅區負責管轄，面積64.3平方公里，2010年人口1,354，人口密度每平方公里21.1人。